# Longin Kozub

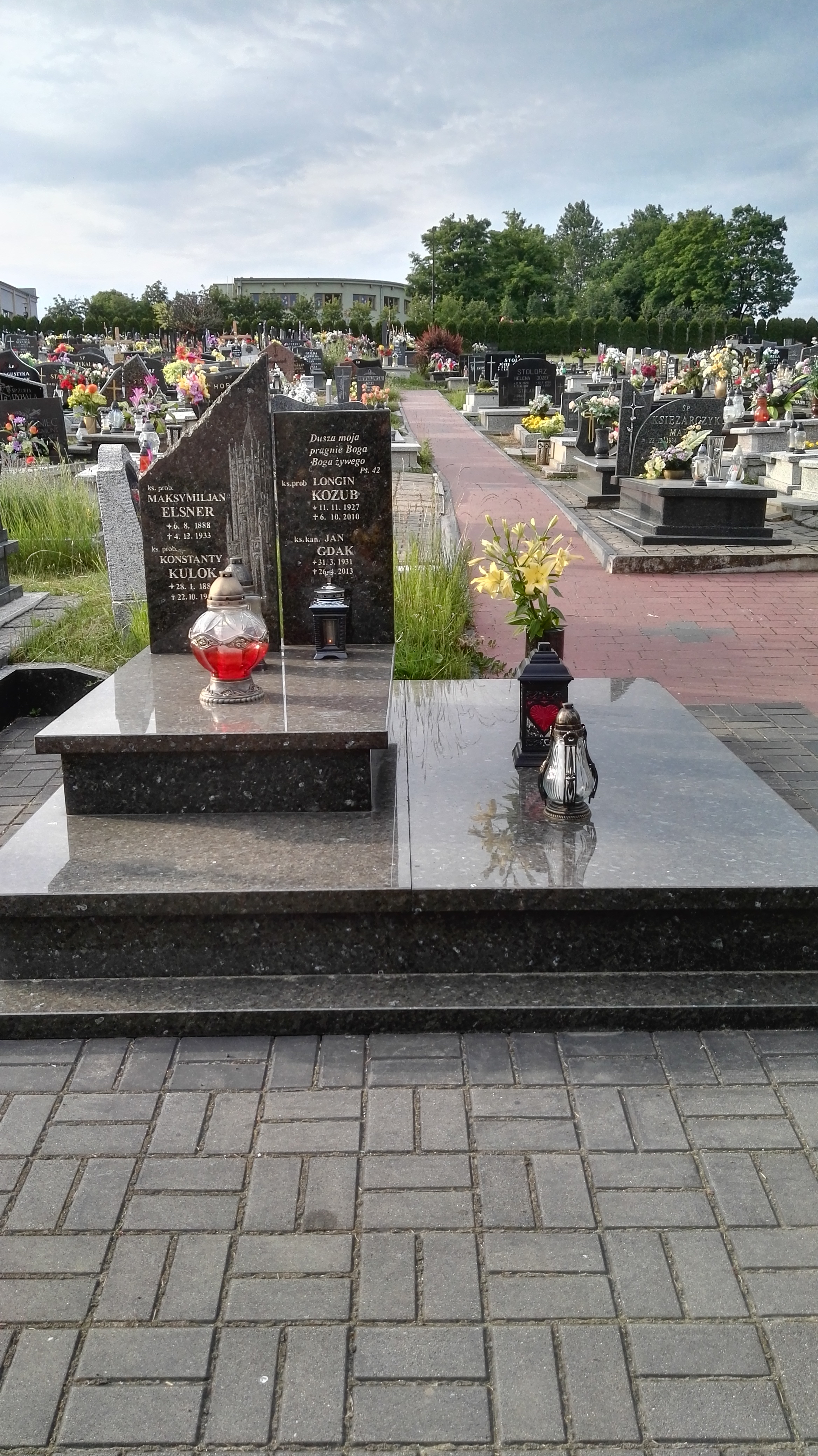
Grobowiec imielińskich proboszczów, w którym spoczywa ks. Longin Kozub

Longin Kozub (ur. 11 listopada 1927 w Lubomi, zm. 6 października 2010 w Katowicach) – polski prezbiter rzymskokatolicki, proboszcz w Katowicach, Wodzisławiu Śląskim i Imielinie, odznaczony Orderem Odrodzenia Polski.

## Życiorys
Longin Kozub urodził się 11 listopada 1927 w Lubomi w rodzinie górniczej. Jego rodzicami byli Jakub Kozub i Franciszka z domu Konsik.
W wieku trzynastu lat podczas okupacji niemieckiej został deportowany i zmuszony do pracy na roli w Strzeleczkach koło Strzelec Opolskich. Dwa lata później rozpoczął pracę w Fabryce Maszyn w Rybniku jako pomocnik ślusarza. Po zakończeniu II wojny światowej kontynuował naukę w rybnickim Liceum Ogólnokształcącym im. Powstańców Śląskich, w 1948 r. zdał maturę. Po maturze wstąpił do Śląskiego Seminarium Duchownego w Krakowie. W latach 1948–1954 studiował na Wydziale Teologicznym Uniwersytetu Jagiellońskiego, uzyskał tytuł magistra z zakresu psychologii. 29 czerwca 1954 w Piekarach Śląskich przyjął święcenia prezbiteratu z rąk biskupa częstochowskiego Zdzisława Golińskiego.
Od 1958 roku był ojcem duchownym w Niższym Seminarium Duchownym im. św. Jacka w Katowicach. Pracował jako katecheta w Liceum im. Mikołaja Kopernika oraz w Technikum Wychowania Fizycznego w Katowicach.
Od stycznia 1959 roku był osobistym sekretarzem i kapelanem biskupa katowickiego Stanisława Adamskiego. W 1964 został proboszczem parafii Św. Apostołów Piotra i Pawła w Katowicach. Od września 1972 do lutego 1978 roku sprawował urząd proboszcza parafii Wniebowzięcia NMP w Wodzisławiu Śląskim. Od 14 lutego 1978 do przejścia na emeryturę w sierpniu 1997 roku był proboszczem parafii Matki Boskiej Szkaplerznej w Imielinie. Do śmierci mieszkał w domu księży emerytów w Katowicach. Zmarł w szpitalu 6 października 2010 roku. Został pochowany 9 października na cmentarzu parafialnym w Imielinie.

## Odznaczenia
W podziękowaniu za zasługi dla miasta i społeczności w czerwcu 1997 roku Rada Miasta Imielin uhonorowała ks. Kozuba tytułem Zasłużonego Obywatela Miasta Imielin. Wraz z tytułem otrzymał nagrodę pieniężną w wysokości 5000 zł, którą przekazał ofiarom powodzi z 1997 roku NSSZ „Solidarność” Regionu Śląsko-Dąbrowskiego 8 grudnia 1999 nadał ks. Longinowi Kozubowi medal Serca Solidarności; jako wyraz wdzięczności za duchowe wsparcie i opiekę nad rodzinami internowanych oraz przechowanie sztandaru „Solidarności” KWK „Ziemowit” w czasie stanu wojennego.
W październiku 2012 roku został odznaczony Krzyżem Oficerskim Orderu Odrodzenia Polski przez Prezydenta RP Bronisława Komorowskiego.